# Apriscatole

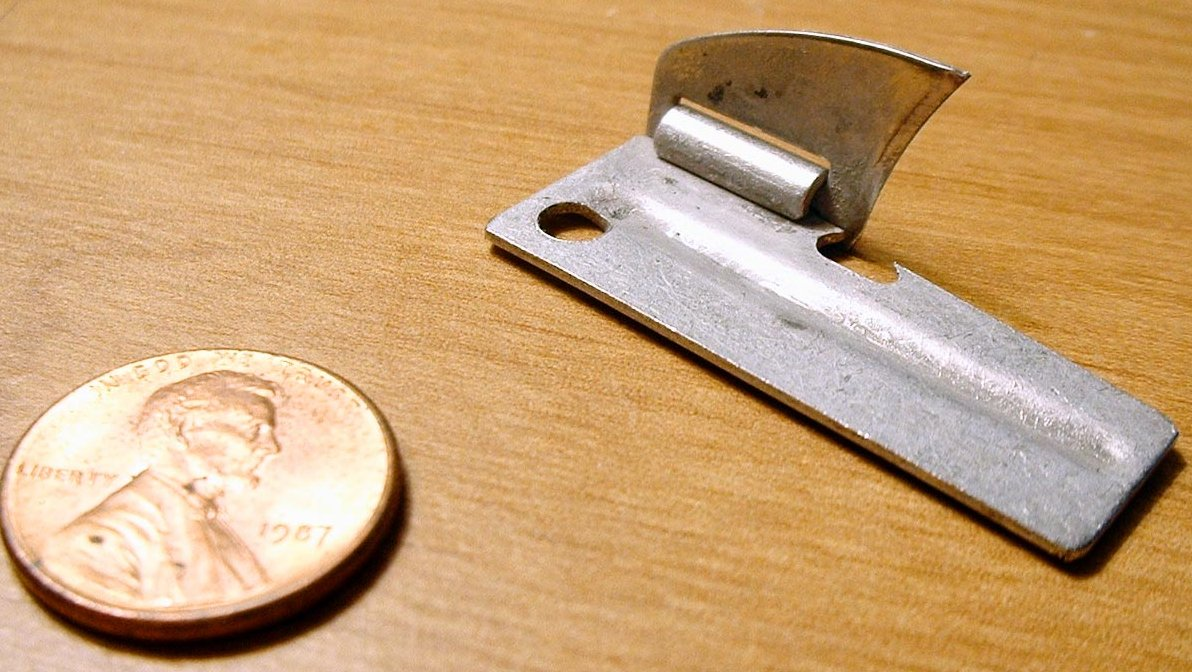
Un modello semplice di apriscatole

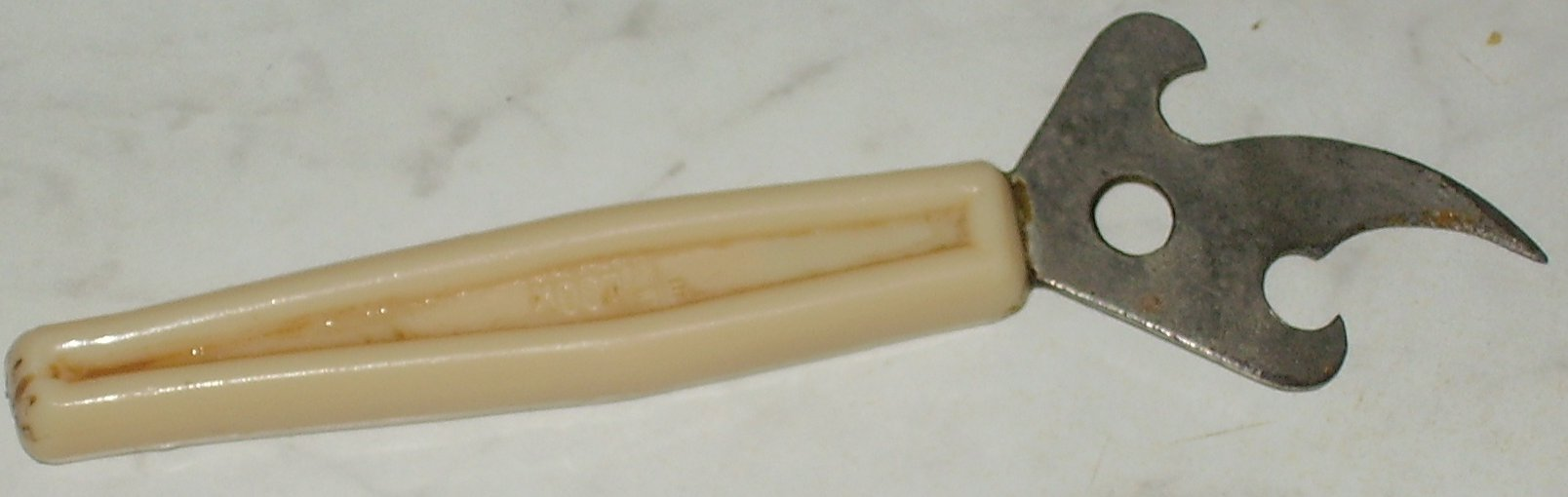
Apriscatole russo

Un apriscatole è un utensile da cucina che serve per aprire le lattine metalliche quando non hanno un sistema di apertura facile.
Esistono numerose varietà di apriscatole sia manuali che elettrici. Si trova spesso incorporato nel coltellino svizzero.
Le prime lattine comparvero nel 1810, ma ci vollero 50 anni prima che apparissero gli apriscatole, queste presentavano un metallo piuttosto spesso e richiedevano un bel po' di sforzo per aprirle. L'apparizione di lattine più sottili permise l'apparizione dell'apriscatole.
Il primo brevetto dell'apriscatole fu dell'americano Ezra Warner di Waterbury (Connecticut). Ulteriori modelli furono introdotti da William Lyman nel 1870 e nel 1925 dalla Star Can Company di San Francisco (California). Il primo apriscatole elettrico apparve nel 1931.

## Invenzione delle lattine

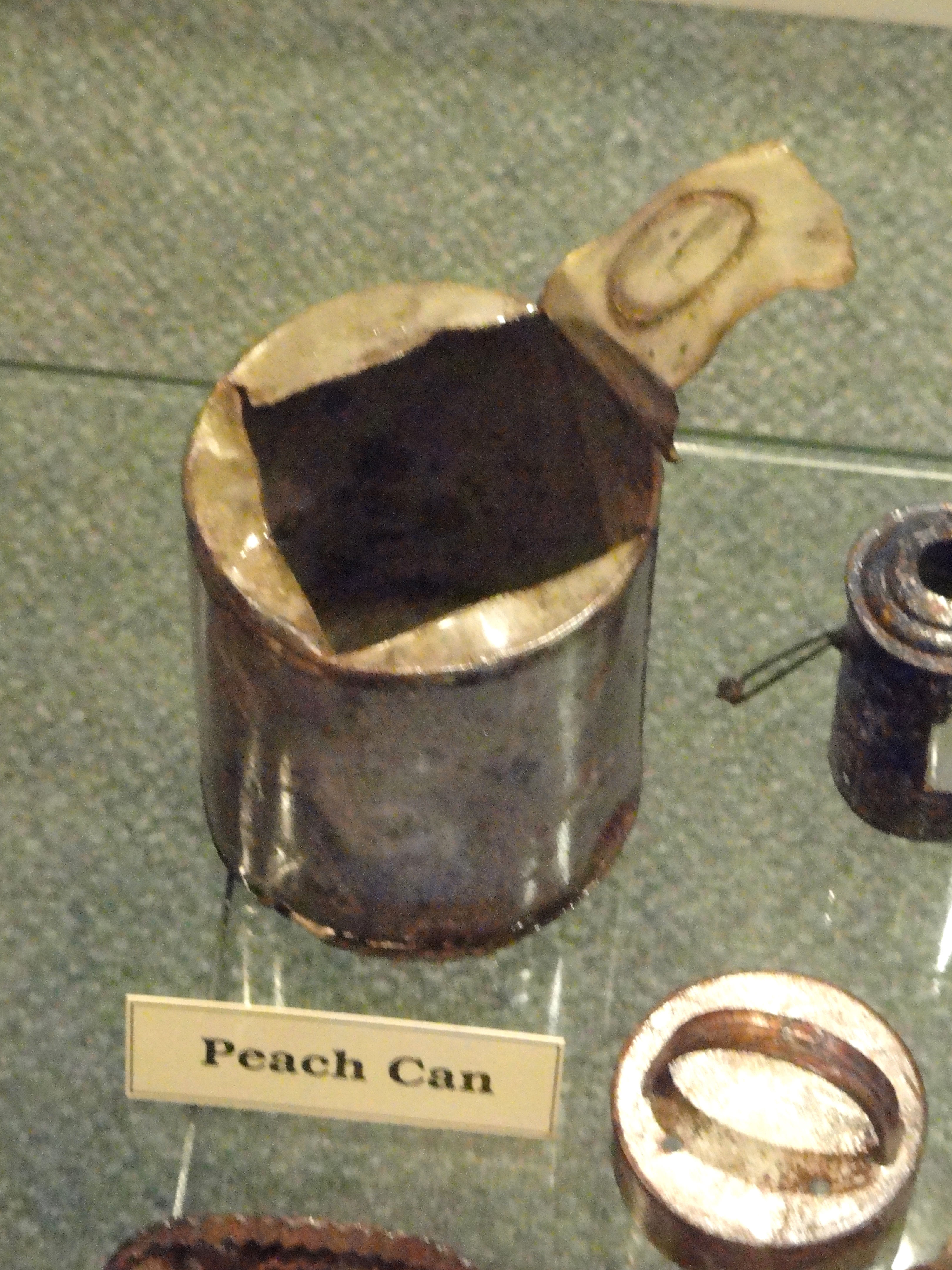
Barattolo di pesche, 5 settembre 1856

Il cibo conservato in barattoli di latta era in uso nella marina olandese almeno dal 1772. Prima del 1800 esisteva già una piccola industria di salmone in scatola nei Paesi Bassi. Il salmone appena pescato veniva pulito, bollito in salamoia, affumicato e riposto in cassette di ferro stagnato. Questo salmone in scatola era conosciuto al di fuori dei Paesi Bassi e nel 1797 un'azienda britannica fornì a uno dei suoi clienti 13 lattine. La conservazione del cibo in barattoli di latta fu brevettata da Peter Durand nel 1810. Il brevetto fu acquisito nel 1812 da Bryan Donkin, che presto fondò la prima fabbrica di conserve al mondo a Londra nel 1813.
Nel 1820, il cibo in scatola era un articolo riconosciuto in Gran Bretagna e Francia e nel 1822 negli Stati Uniti. I primi barattoli erano contenitori robusti, che pesavano più del cibo che contenevano e richiedevano ingegno per essere aperti, con qualsiasi strumento a disposizione. L'istruzione su quelle lattine diceva "Taglia intorno alla parte superiore vicino al bordo esterno con uno scalpello e un martello". Il divario di decenni tra l'invenzione della lattina e l'apriscatole può essere attribuito alla funzionalità degli strumenti esistenti rispetto al costo e allo sforzo di un nuovo strumento.

## Apriscatole con chiave a rotazione

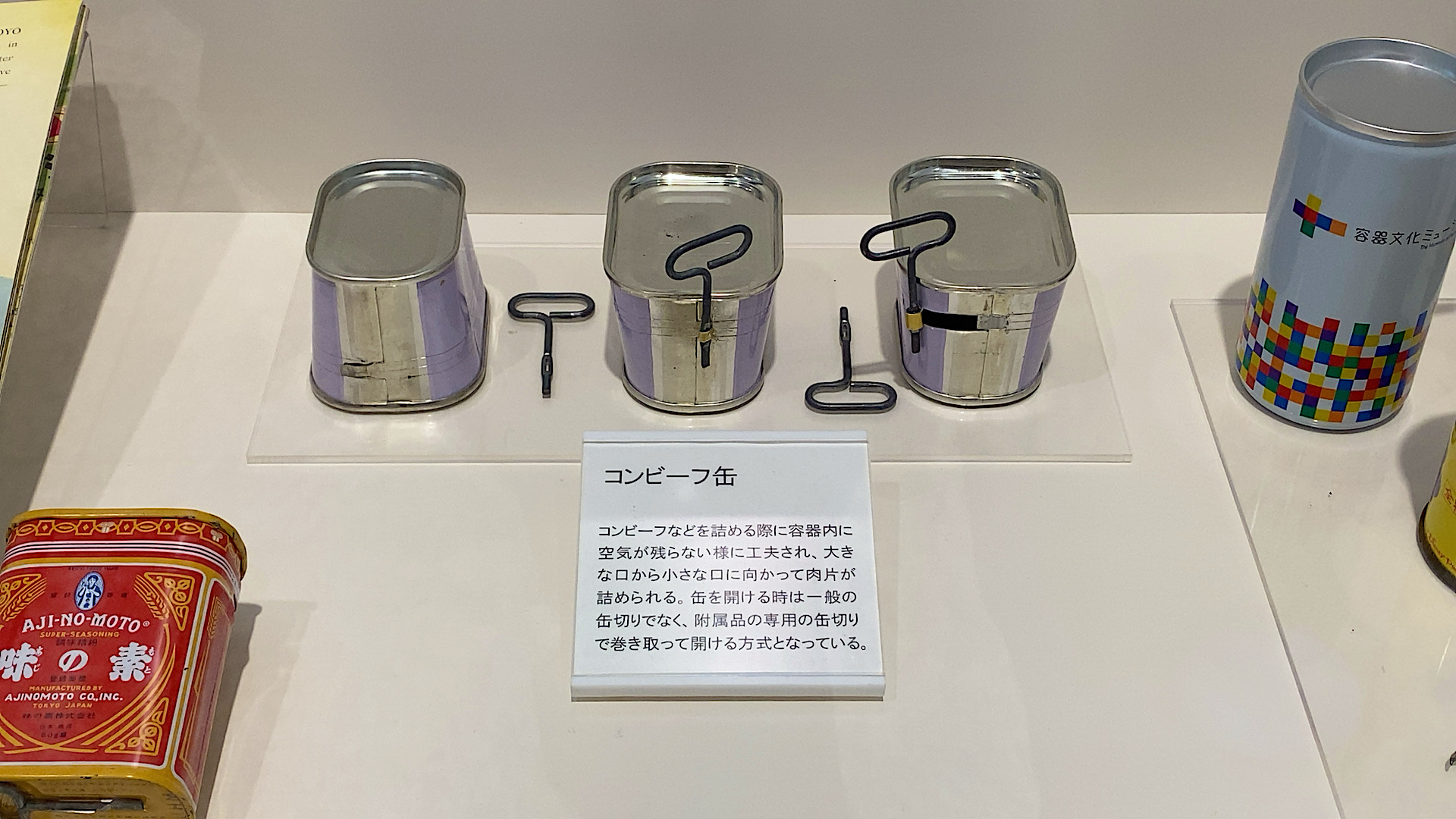
Apriscatole con chiave a rotazione in uso

Chiamato anche apriscatole a forma di barattolo di latta. Durante il 1800, il processo di inscatolamento è stato meccanizzato e perfezionato, con le pareti delle lattine che si sono assottigliate. L'apriscatole con chiave a rotazione fu brevettato da J. Osterhoudt nel 1866. Non esisteva ancora un apriscatole generico, quindi ogni lattina veniva fornita con un apriscatole con chiave a rotazione saldata a punti. Ogni tipo di cibo aveva il proprio tipo di lattina e veniva fornito con il proprio tipo di apriscatole. Il pesce e la carne in scatola venivano venduti in scatole rettangolari. Queste lattine erano dotate di una chiave a rotazione che rotolava intorno alla parte superiore della lattina, staccando una striscia pre-incisa. Caffè, fagioli e altri tipi di carne venivano confezionati in cilindri con strisce di metallo che potevano essere staccate con i propri tipi di chiavi incorporate che rotolavano intorno alla parte superiore della lattina. Lattine che contenevano latte utilizzavano dispositivi di foratura.

## Apriscatole a leva

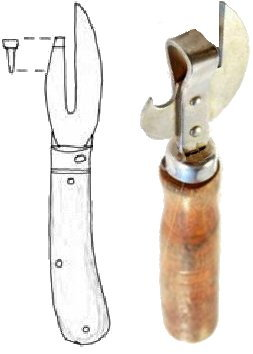
Apriscatole a leva progettato nel 1855 da Robert Yeates.

Gli apriscatole per uso generico apparvero per la prima volta nel 1850 e avevano un design primitivo a forma di artiglio o "a leva". Nel 1855, Robert Yeates, un produttore di posate e strumenti chirurgici di Trafalgar Place West, Hackney Road, Middlesex, Regno Unito, ideò il primo apriscatole ad artiglio con uno strumento manuale che si faceva strada intorno alla parte superiore delle lattine di metallo.
Nel 1858, un altro dispositivo di apertura a leva di forma più complessa fu brevettato negli Stati Uniti da Ezra Warner di Waterbury, Connecticut, USA. Consisteva in una piccola falce affilata, che veniva spinta nella lattina e segava lungo il bordo. Una custodia impediva alla falce di penetrare troppo nel barattolo. L'apriscatole era costituito da più parti che potevano essere sostituite se usurate, in particolare la falce. Questo dispositivo di apertura fu adottato dall'esercito degli Stati Uniti durante la guerra civile americana (1861–1865); tuttavia, la sua falce simile a un coltello non protetta era troppo pericolosa per l'uso domestico. Un apriscatole per uso domestico chiamato "apriscatole a testa di toro" è stato progettato nel 1865 ed è stato fornito con lattine di manzo in salamoia denominate "Bully beef". L'apriscatole era realizzato in ghisa e aveva una costruzione molto simile all'apriscatole Yeates, ma presentava una forma più artistica ed è stato il primo passo per migliorare l'aspetto dell'apriscatole. Il design a testa di toro è stato prodotto fino agli anni '30 ed è stato proposto anche con una forma a testa di pesce.

## Apriscatole a ruota rotante

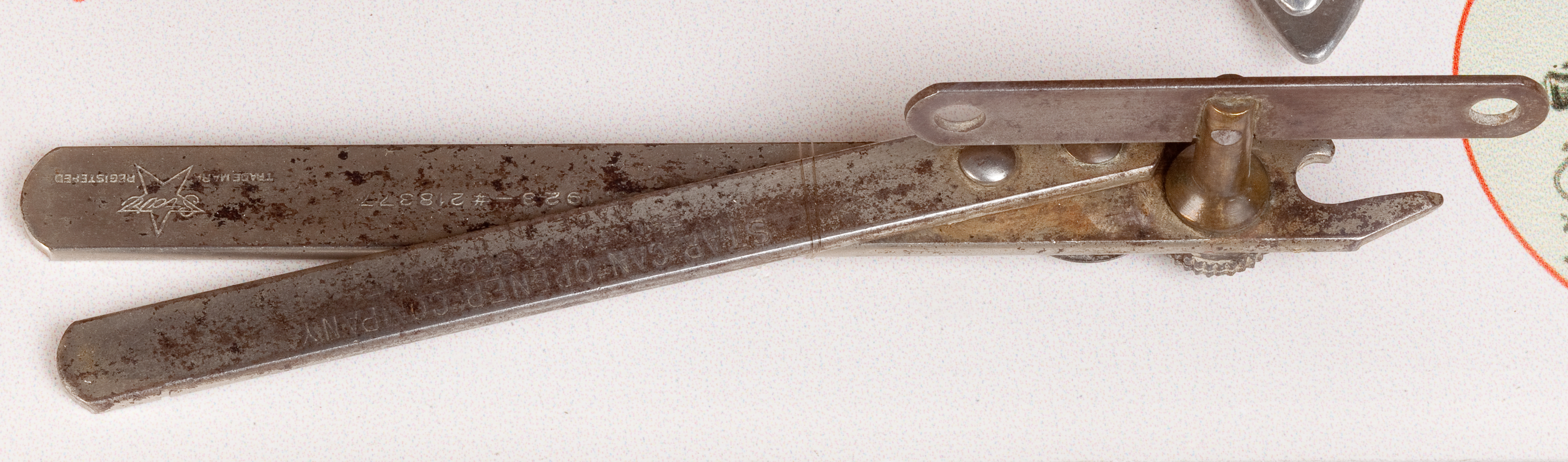
Apriscatole "Star" a due manici e due rotelle di cui una dentata, con funzione di avanzamento, collegata a una farfalla. Sui manici compaiono le scritte a incisione 'STAR CAN OPENER COMPANY/SAN FRANCISCO/MADE IN USA' e '1923 - # 218377/Star/TRADE MARK REGISTERED'.

Il primo apriscatole a ruota rotante fu brevettato nel luglio 1870 da William Lyman di Meriden, Connecticut, USA e prodotto dalla ditta Baumgarten negli anni '90 dell'Ottocento. La lattina doveva essere perforata al centro con l'asta di metallo affilata dell'apriscatole. Quindi, la lunghezza della leva doveva essere regolata per adattarsi alle dimensioni della lattina e la leva fissata con il dado ad alette. La parte superiore della lattina è stata tagliata premendo la rotella di taglio nella lattina vicino al bordo e ruotandola lungo il bordo della lattina stessa.
La necessità di perforare prima la lattina era una seccatura e questo design di apriscatole non è sopravvissuto. Nel 1920, Edwin Anderson brevettò un apriscatole con manici girevoli con cui tenere la lattina in una mano mentre una maniglia a chiave collegata a una rotella di taglio viene girata con l'altra che taglia l'esterno dell'orlo, un apriscatole laterale, a differenza dell'orientamento simile a un grammofono della maggior parte degli apriscatole contemporanei, in effetti una versione a pinza manuale dell'apriscatole di Swanson (Swanson Can-Opener). Nel 1925, la Star Can Opener Company di San Francisco, California, aveva migliorato il design di Lyman aggiungendo una seconda ruota seghettata, chiamata "ruota di alimentazione" (feed wheel), che consentiva una presa salda del bordo del barattolo. Questa aggiunta è stata così efficiente che il design è ancora in uso oggi.
Mentre tutti i precedenti apriscatole richiedevano l'uso di una mano o altri mezzi per tenere la lattina, gli apriscatole afferrano contemporaneamente la lattina e la aprono. Il primo dispositivo di apertura di questo tipo fu brevettato nel 1931 dalla Bunker Clancey Company di Kansas City, Missouri e fu, quindi, chiamato "Bunker". Presentava le maniglie del tipo a pinza ora standard, che quando schiacciate avrebbero afferrato saldamente il bordo del barattolo, mentre girando la chiave si ruotava la rotella di taglio, tagliando progressivamente il coperchio lungo il bordo. La ruota di taglio è accoppiata a una ruota di avanzamento dentata come nel design della Star Can Opener Company e ruotata nella direzione opposta mediante ruote dentate che si incastrano riducendo l'attrito. La società Bunker fu assorbita dalla Rival Manufacturing Company, anch'essa di Kansas City, nel 1938.
Un nuovo stile di apriscatole è emerso negli anni '80. Mentre la maggior parte degli altri apriscatole rimuove il coperchio tagliandolo dall'alto all'interno del bordo, rimuovendo la parte superiore e lasciando il bordo attaccato alla lattina, questi usano un rullo e una rotella da taglio per tagliare la cucitura esterna della lattina. Quest'ultima viene lasciata con un bordo relativamente sicuro e non frastagliato e la parte superiore può essere riposta sopra come copertura, sebbene non fornisca un sigillo. I denti della ruota di alimentazione hanno un passo leggermente più fine rispetto a quelli dei modelli precedenti e risiedono nella parte inferiore di una scanalatura a forma di V, che circonda il bordo su tre lati nel punto di azione.

## Chiave della chiesa

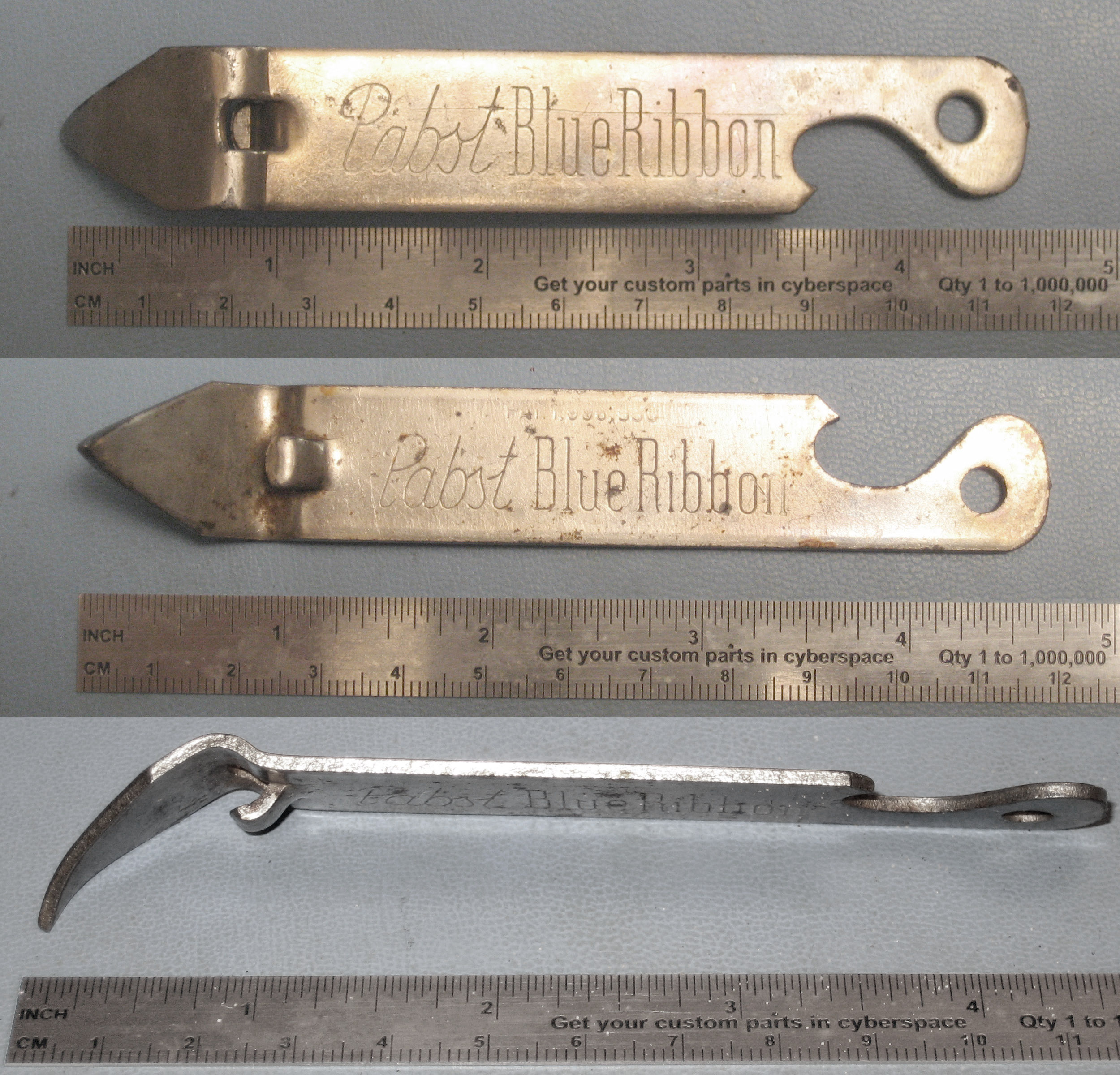
Chiave della chiesa contemporanea, tre viste. L'estremità sinistra è un perforatore per lattine (foralattine) e l'estremità destra è un sollevatore per tappi di bottiglia (apribottiglie).

La chiave della chiesa (church key) inizialmente si riferiva a un semplice dispositivo manuale per estrarre il tappo (chiamato "tappo a corona" o "tappo di bottiglia") da una bottiglia di vetro; questo tipo di chiusura fu inventato nel 1892. Il primo di questi dispositivi di apertura a chiave da chiesa fu brevettato in Canada nel 1900.
La forma e il design di alcuni di questi fori del fulcro di queste prime "chiavi della chiesa" assomigliavano al foro del portachiavi a doppio nodo di una grande vecchia chiave. Nel 1935 apparvero lattine di birra in acciaio con la parte superiore piatta e fu necessario un dispositivo per perforare i coperchi. Lo stesso apriscatole è stato usato per perforare quelle lattine. Realizzato da un unico pezzo di metallo stampato, con una punta acuminata a un'estremità, è stato ideato da D. F. Sampson, per l'American Can Company, che ha raffigurato le istruzioni operative sulle lattine. L'apriscatole "chiave della chiesa" è ancora in produzione, a volte come parte di un altro apriscatole. Ad esempio, un dispositivo di apertura a "farfalla" è spesso una combinazione della chiave della chiesa e di un dispositivo di apertura a ruota dentata. Le lattine di birra e soda iniziarono a metà degli anni '60 a presentare i pop-tab (le linguette che permettono di aprire manualmente le lattine alzando la linguetta verso l'alto), che erano anelli attaccati alle lattine. Queste linguette hanno eliminato la necessità delle chiavi della chiesa per aprire i barattoli.

## Apriscatole per uso militare
Diversi apriscatole dal design semplice e robusto sono stati sviluppati appositamente per uso militare. Il P-38 e il P-51 sono piccoli apriscatole con una taglierina incernierata al corpo principale. Erano anche conosciuti come "John Wayne" perché l'attore è stato mostrato in un film di addestramento mentre apriva una lattina di razioni K. L'apriscatole P-38 ha le dimensioni di un portachiavi, lungo circa 38 mm (1,5 pollici) ed è costituito da una lama metallica corta che funge da manico (e può essere utilizzato anche come cacciavite), con un piccolo dente di metallo incernierato che si apre per perforare il coperchio del barattolo. Una tacca appena sotto il punto di cerniera mantiene l'apriscatole agganciato attorno al bordo della lattina mentre il dispositivo viene "accompagnato" attorno al bordo per tagliare il coperchio. Una versione più grande, chiamata P-51, è in qualche modo più facile da usare. Il P-38 è stato sviluppato nel 1942 ed è stato rilasciato nelle razioni da campo in scatola delle forze armate degli Stati Uniti dalla seconda guerra mondiale agli anni '80. Il P-38 e il P-51 sono più economici da produrre e sono più piccoli e leggeri da trasportare rispetto alla maggior parte degli altri apriscatole. Il dispositivo può essere facilmente attaccato a un portachiavi o a una piastrina identificativa utilizzando il piccolo foro perforato.
Le designazioni militari ufficiali per il P-38 includono "apriscatole tascabile dell'esercito americano" e "Apriscatole, lattina, mano, pieghevole, tipo I". Come con alcuni altri termini militari (ad esempio, jeep), l'origine del termine non è nota con certezza. Gli apriscatole P-38 e P-51 condividono una designazione con i caccia Lockheed P-38 Lightning e North American P-51 Mustang, tuttavia questa è una coincidenza. L'origine più probabile del nome è molto più banale; il P-38 e il P-51 misurano rispettivamente 38 mm (1,5 pollici) e 51 mm (2,0 pollici) di lunghezza.
I P-38 non sono più utilizzati per le razioni individuali dalle forze armate degli Stati Uniti, poiché le razioni C in scatola sono state sostituite da MRE (Meal, Ready-to-Eat) in confezione morbida negli anni '80. Sono, tuttavia, inclusi nelle "Tray Rations" militari degli Stati Uniti (pasti sfusi in scatola). Sono ancora visti negli sforzi di ripristino in caso di disastro e sono stati distribuiti insieme a cibo in scatola da organizzazioni di soccorso, sia in America che all'estero in Afghanistan. Gli apriscatole originali P-38 con contratto statunitense sono stati prodotti da JW Speaker Corp. (simbolo "US Speaker") e da Washburn Corp. (contrassegnato "US Androck"), sono stati successivamente realizzati da Mallin Hardware (ora defunto) di Shelby, Ohio e sono stati variamente timbrati "US Mallin Shelby O." o "US Shelby Co."
Un dispositivo simile che incorpora un cucchiaino a un'estremità e un apribottiglie all'altra è impiegato in epoca moderna dall'Australian Defence Force e dall'esercito della Nuova Zelanda nei suoi kit di razioni. Il Field Ration Eating Device è conosciuto con l'acronimo "FRED". È anche conosciuto come il "fottuto ridicolo dispositivo per mangiare" (Fucking Ridiculous Eating Device).

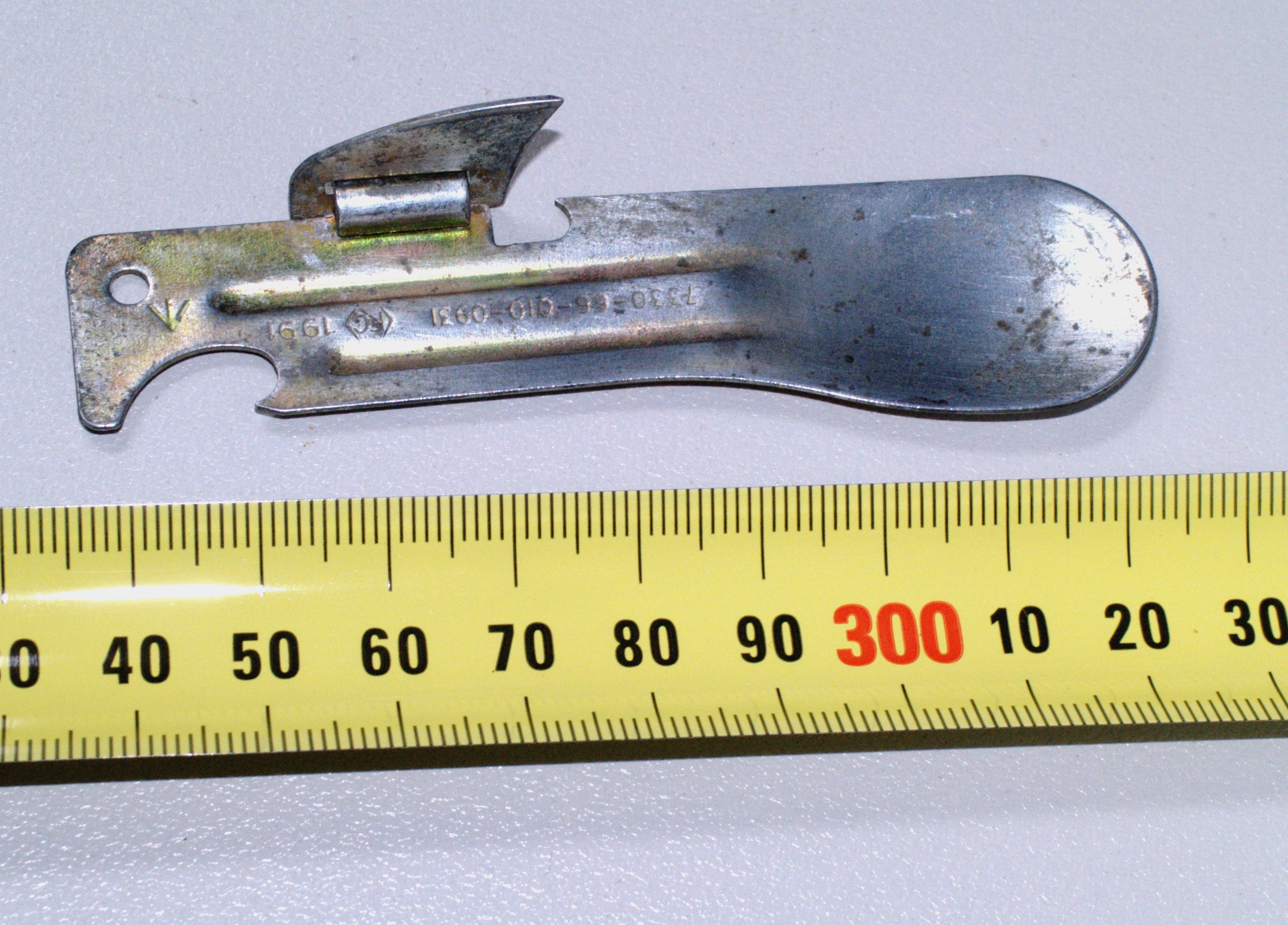
Emissione standard dell'apriscatole "FRED" dell'Australian Defence Force.

Un altro dispositivo simile è stato incluso con il pacchetto di razioni di 24 ore "Operational Ration Pack, General Purpose" dell'esercito britannico e le razioni "Composite Ration Pack". Un tempo erano fabbricati da WP Warren Engineering Co., Ltd. Le istruzioni stampate sul sacchetto di carta oleata in miniatura in cui erano imballati dicevano: "Il loro design è simile, ma non identico, agli apriscatole P-38 e P- 51."
La maggior parte degli apriscatole militari ha un design molto semplice e sono stati prodotti anche per uso civile in molti paesi. Ad esempio, piccoli apriscatole pieghevoli simili al P-38 e al P-51 furono progettati nel 1924 e furono ampiamente distribuiti nei paesi dell'Europa orientale.
In Slovenia una versione un po' arrotondata di un P-38 è nota come "apriscatole per sardine", perché negli anni '90 tali apriscatole erano solitamente confezionati con lattine che non presentavano il coperchio pre-inciso. Una versione non pieghevole del P-38 era molto comune nelle cucine israeliane e può ancora essere trovata nei negozi, spesso venduta in confezioni da cinque.

## Aperture elettriche

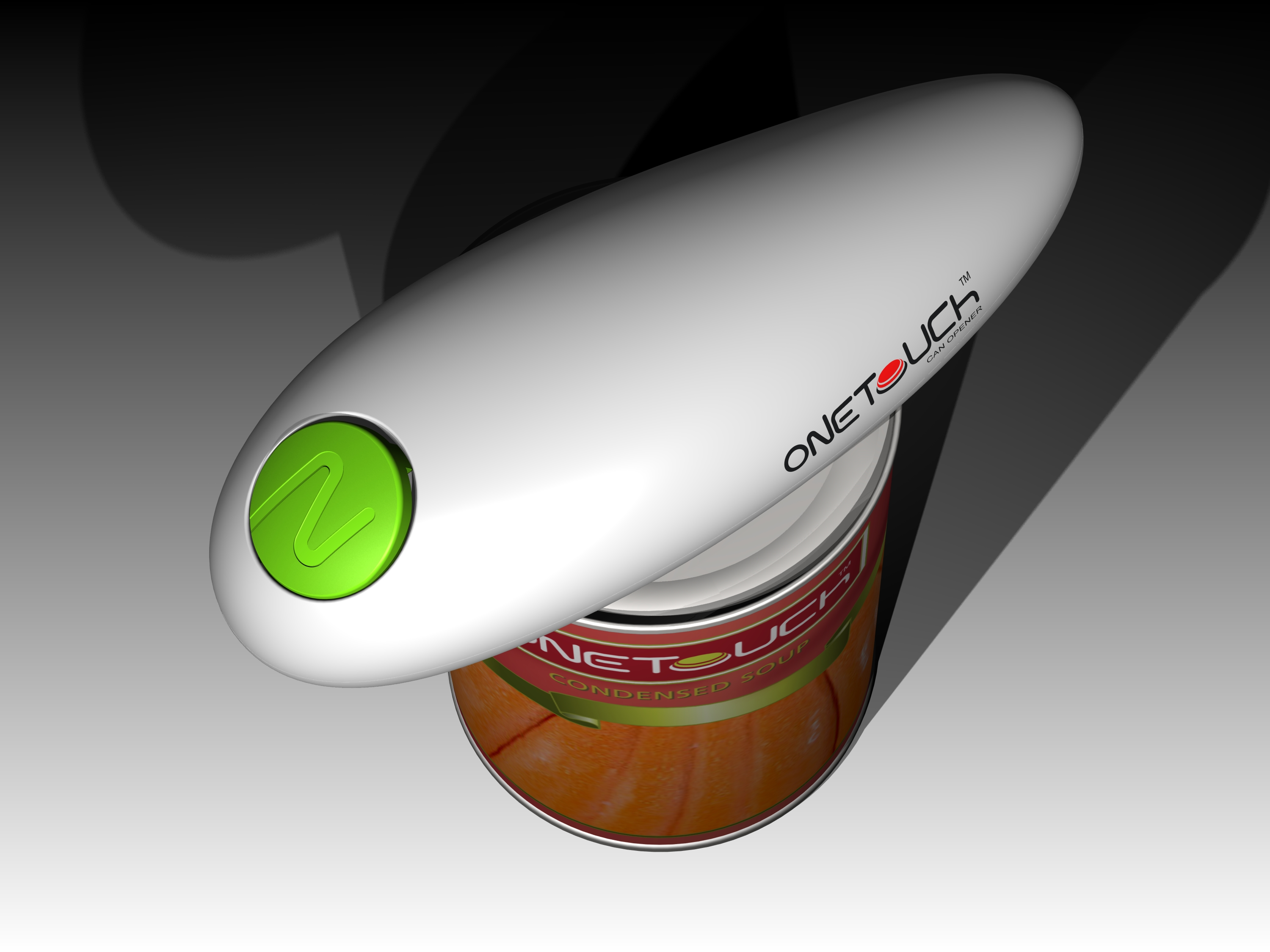
Un apriscatole completamente automatico di Mark Sanders, un designer e ingegnere britannico progettista anche della bicicletta pieghevole triangolare Strida.

Il primo apriscatole elettrico è stato brevettato nel 1931 e modellato sul design dell'apriscatole a ruota rotante. Quegli apriscatole furono prodotti negli anni '30 e pubblicizzati come in grado di rimuovere i coperchi da più di 20 lattine al minuto senza rischio di lesioni. Tuttavia, hanno riscontrato scarso successo. Gli apriporta elettrici furono reintrodotti nel 1956 da due società americane. Klassen Enterprises di Centerville ha lanciato un modello elettrico montato a parete, ma anche questo design complesso era impopolare. Lo stesso anno, Walter Hess Bodle ha inventato un dispositivo indipendente, combinando un apriscatole elettrico e un affila-coltelli. Lui e i membri della sua famiglia hanno costruito il loro prototipo nel proprio garage, con la figlia Elizabeth che ha scolpito il design. È stato prodotto con il marchio "Udico" della Union Die Casting Co. a Los Angeles, California, Stati Uniti ed è stato offerto in Flamingo Pink, Avocado Green e Aqua Blue, colori popolari dell'epoca. Questi apriscatole sono stati introdotti sul mercato per le vendite natalizie e hanno riscontrato un successo immediato.